# Plagodis californiaria
Plagodis californiaria är en fjärilsart som beskrevs av Alpheus Spring Packard 1871. Plagodis californiaria ingår i släktet Plagodis och familjen mätare. Inga underarter finns listade i Catalogue of Life.